# Cis
Cis település Olaszországban, Trento megyében. Lakosainak száma 302 fő (2023. január 1.). Cis Bresimo, Livo (Trentino), Caldes és Cles községekkel határos.

## Népesség
A település népességének változása:
| Lakosok száma | 300  | 302  | 302  |
|               | 2017 | 2018 | 2023 |